# TVR2
TVR2 (en rumano: TVR Doi) es el segundo canal del ente de radiodifusión pública rumano TVR. Se encarga de programas de servicio público, cultura y eventos especiales.

## Historia
El canal inició emisiones el 2 de mayo de 1968 bajo el nombre de Programul 2. Inicialmente, emitía una vez a la semana, todos los jueves, pero a partir del 16 de junio de ese mismo año comenzó a emitir los domingos y, a partir del 20 de julio, los sábados. En 1972 el canal comienza a emitir diariamente. Sin embargo, las emisiones alcanzaban el 15-20% del territorio.
En enero de 1985, bajo orden del régimen de Ceaușescu, el canal cesó sus emisiones, aunque, tras la caída del comunismo en Rumanía, se retomaron las emisiones del canal en febrero de 1990. La cobertura terrestre del canal aumentó a partir de 1992.
En 2001 TVR2 empezó a emitir las 24 horas del día. En 2004 el canal cubría el 90% del territorio.
TVR2 también emitía contenido regional, sin embargo, tras la creación de TVR3 dicha programación se suprimió.
El 17 de junio de 2015 la emisión analógica de este canal cesó sus emisiones y fue sustituida por la emisión digital y el 3 de noviembre de 2019 se lanzó su señal HD.

## Programación
El canal emite documentales, programas culturales, películas, boletines informativos y eventos. El principal programa de noticias del canal es Ora de ştiri ("La Hora de las Noticias"), que se emite diariamente a las 18:00 h. También retransmite los telediarios de TVR1.